# Sorbets (Gers)
Sorbets é uma comuna francesa na região administrativa de Occitânia, no departamento de Gers. Estende-se por uma área de 9,21 km². Em 2010 a comuna tinha 233 habitantes (densidade: 25,3 hab./km²).